# Allport, Arkansas
Allport är en ort i Lonoke County i delstaten Arkansas, USA.